# Antonio Couceiro Freijomil
Antonio Couceiro Freijomil (Puentedeume, La Coruña, 2 de junio de 1888-Santiago de Compostela, 9 de mayo de 1955) fue un filólogo, bibliógrafo, pedagogo y escritor gallego, conocido por su Diccionario bio-bibliográfico de escritores.

## Trayectoria

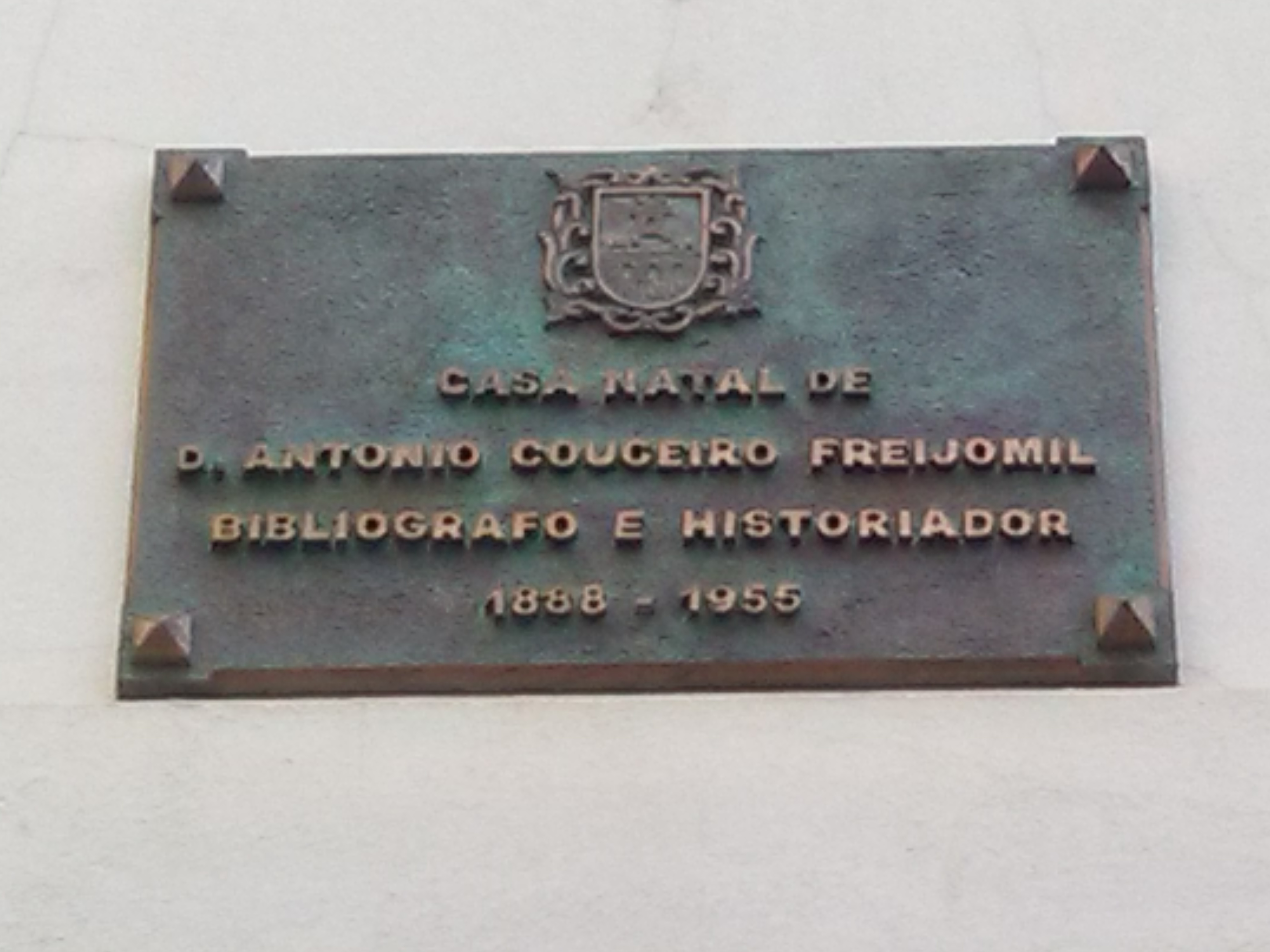
Placa en su casa natal en la calle de San Agustín de Puentedeume.

Desde pequeño estaba decidido a dedicarse a la docencia. A la edad de dieciséis años abrió una escuela de educación primaria en su ciudad natal, Puentedeume. En 1906 publicó sus primeros versos en el diario El Eco de Puentedeume y la revista editada en Argentina Nova Galicia, y comenzó sus estudios de magisterio en la Universidad de Santiago de Compostela. Terminó su formación en 1909 con un premio extraordinario y, poco después, en noviembre de 1910, quedó en primer lugar en el distrito universitario de Compostela y fue admitido como ayudante en la Escuela Superior Graduada de Lugo. Durante esta época compaginó su trabajo con el ejercicio libre de educación secundaria.
En 1917 opositó para inspector de enseñanza primaria y consiguió un puesto que lo llevó a Orense, donde viviría más de veinte años. Allí conoció a Elisa Pavón Rodríguez, con quien contrajo matrimonio en julio de 1920. Fue en estos años cuando comenzó a desarrollarse enormemente su actividad periodística: se convirtió en colaborador habitual de La Zarpa y del semanario Galicia, además de redactor jefe en El Diario de Orense. Tuvo un largo historial de colaboraciones con la revista Nós, la primera de ellas en 1925 con Cantares, una colección de poemas con los que ganó un certamen en Lugo, y que más tarde publicó como Lóstregos en Galicia. A lo largo de los años también participó en El Norte de Galicia, dirigido por Francisco Álvarez de Nóvoa; Vida Gallega, donde publicó unos versos bajo el nombre de Do meu feixe. Miudencias; El Correo Gallego; El Compostelano; El Pueblo Gallego, y La Noche, donde escribió una columna de efemérides titulada Galicia tal día como hoy y dirigió la página Plumas y letras gallegas. En 1928 formó parte del Seminario de Estudios Gallegos, pero terminó alejándose de la institución por discrepancias con sus compañeros.
Entre 1936 y 1939 se trasladó a Santiago de Compostela para trabajar en la rectoría, y rechazó un puesto que le ofrecieron como colaborador de la Oficina Técnica Administrativa de Depuración del Personal de Educación Nacional. En 1939 regresó a Orense, hasta 1942, cuando se trasladó a La Coruña. Fue miembro de la Real Academia Gallega desde el 27 de julio de 1941, por sugerencia de Manuel Casas Fernández, presidente de la institución. En 1949 ingresó en la sección de paleografía y diplomacia del Instituto de Estudios Gallegos Padre Sarmiento. Bajo el amparo de esta institución realizó su mayor obra, el Diccionario bio-bibliográfico de escritores, donde se recogen más de 4000 biobibliografías de autores, gallegos o no, que publicaron en Galicia. 

## Obras

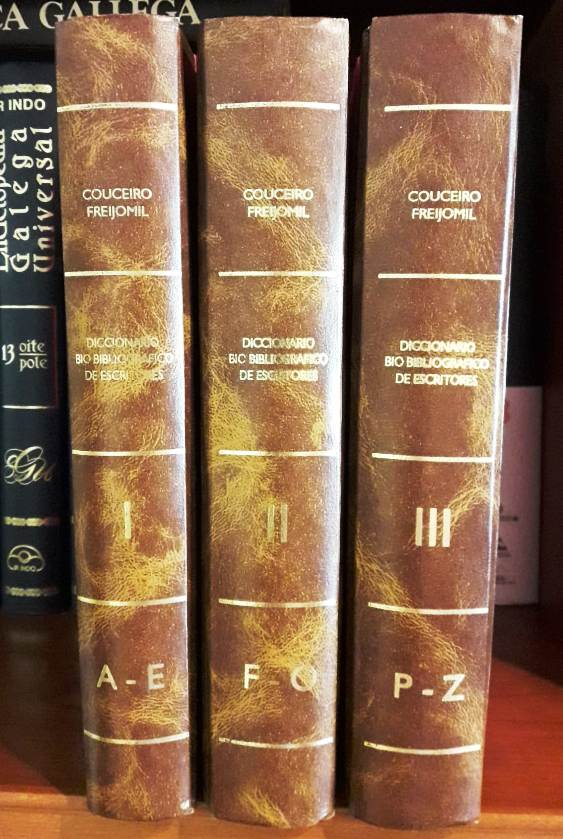
Diccionario bio-bibliográfico de escritores.

### Sobre Galicia y la lengua gallega
- De certas adiciós, supresiós, troques y enlaces de letras (1926).
- Ortografía gallega. Bases para su unificación (1929).
- La bandera de Galicia, Revista Nós (1929)
- El idioma gallego, Historia, Gramática, Literatura (1935)
- Geografía general del Reino de Galicia (1935)
- Monumentos de la provincia de Orense, Boletín de la Comisión de Monumentos Históricos y Artísticos de Orense, 241 (1937)
- Origen, fundación y primeros tiempos del Monasterio del Buen Jesús de Trandeiras, Boletín de la Comisión de Monumentos Históricos y Artísticos de Orense, 242 (1938)
- Historia de Pontedeume y su comarca (1944)
- Diccionario bio-bibliográfico de escritores, Editorial de los Bibliófilos Gallegos (1951-1954)

### Poesía
- Lóstregos, Semanario Galicia (1925)
- Novos cantares, Revista Nós (1927)
- Cousiñas (presentada en 1951, publicada en 2005 como Cousiñas: colección de cantares e contiños, con prólogo de X. X. Fernández Abella). Colección que incluye relatos.

### Otras
- La aceptación del dolor (1914)
- Los factores del desenvolvimiento humano (1934)
- Los niños anormales y su educación especial (1936)
- Programa escolar (1955)